# Viscum cruciatum
Espèce
Synonymes
- Viscum orientale Willd.[1]

Viscum cruciatum est une espèce de gui, une plante hémiparasite de la famille des Santalaceae. Il a de petites feuilles. Ses fleurs ont quatre pétales. Ses fruits sont rouges et contiennent une seule graine. 

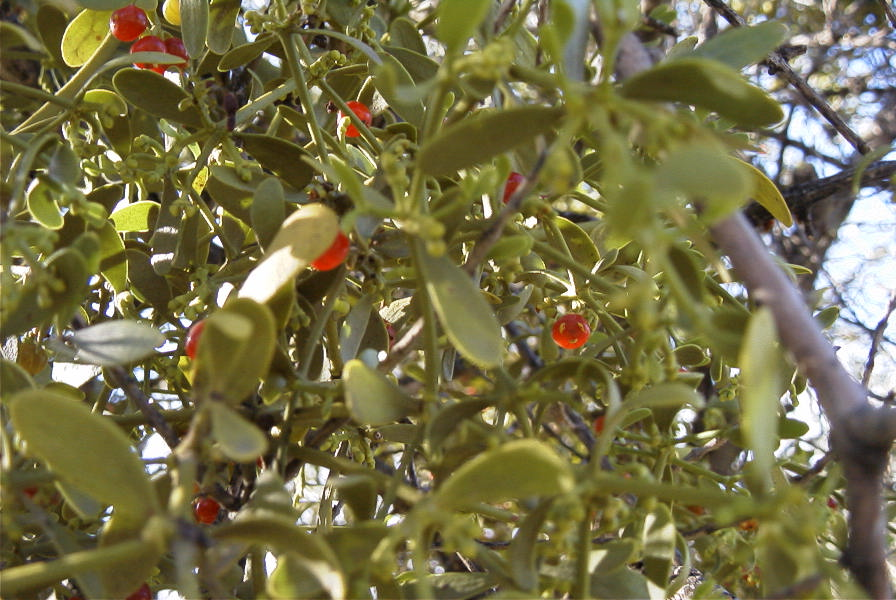
Viscum cruciatum avec ses fruits, sur un olivier à Vélez-Málaga (Espagne).

On le trouve au sud du Portugal, au sud-ouest de l'Espagne, en Afrique du nord, en Australie et en Asie. Toutes ses parties sont toxiques pour l'homme, mais son fruit est comestible pour les oiseaux qui dispersent ses graines. Il est utilisé comme décoration de Noël.